# Psara ottonalis
Psara ottonalis là một loài bướm đêm trong họ Crambidae.